# ناتالیا زامبژیتسکا
ناتالیا زامبژیتسکا (لهستانی: Natalia Zambrzycka؛ زادهٔ ۱۴ مارس ۱۹۹۶) بازیگر اهل لهستان است.
از فیلم‌ها یا مجموعه‌های تلویزیونی که وی در آن‌ها نقش داشته است، می‌توان به خانه کشیش و رنگ‌های خوشبختی اشاره نمود.